# Romano di Lombardia
Romano di Lombardia (lombardul: Romà) település Olaszországban, Lombardia régióban, Bergamo megyében. Lakosainak száma 20 575 fő (2023. január 1.). Romano di Lombardia Fara Olivana con Sola, Bariano, Cortenuova, Covo, Martinengo, Morengo és Fornovo San Giovanni községekkel határos.

## Népesség
A település lakossága az elmúlt években az alábbi módon változott:
| Lakosok száma | 20 319 | 20 486 | 20 575 |
|               | 2017   | 2018   | 2023   |